# 波托河
波托河（英語：Poteau River）是美国的阿肯色州和奧克拉荷馬州的一条长约227公里的河流，为阿肯色河的支流，密西西比河的二级支流。波托河是俄克拉何马州的第七大河流也是全州唯一向北流的河流。